# Gösta Persson
Gösta Persson   (Estocolm, 8 de gener de 1904 - Malmö, 23 de febrer de 1991) va ser un nedador i waterpolista suec que va competir durant la dècada de 1920.
El 1924 va prendre part en els Jocs Olímpics de París, on va guanyar la medalla de bronze en la prova dels 4x200 metres lliures del programa de natació, on va fer equip amb Åke Borg, Arne Borg, Thor Henning, Orvar Trolle i Orvar Trolle. En aquests mateixos Jocs fou quart en la competició de waterpolo. Dotze anys més tard, als Jocs de Berlín, fou setè en la competició de waterpolo.